# Sapsido
Sapsido är en ö i Sydkorea.   Den ligger i provinsen Södra Chungcheong, i den västra delen av landet, 150 km söder om huvudstaden Seoul. Arean är 4,1 kvadratkilometer.
Terrängen på Sapsido är platt. Öns högsta punkt är 105 meter över havet. Den sträcker sig 3,5 kilometer i nord-sydlig riktning, och 2,8 kilometer i öst-västlig riktning.